# Futebol Clube de Vinhais
O Futebol Clube de Vinhais é um clube de futebol português, com sede na vila de Vinhais, distrito de Bragança. O clube foi fundado em 20 de Março de 1950 e o seu actual presidente é Samuel Salgado. A equipa de futebol disputa os seus jogos em casa no Estádio Municipal de Vinhais. A equipa ganhou a taça da A.F. Bragança na época de 2017/2018 contra a equipa dos Africanos de Bragança por 2-1. Em 2005, recebeu as faixas de campeão distrital de Bragança. Na época de 2005-2006, disputou a 3ª divisão, série A.